# Smārde
Smārde – wieś w środkowej Łotwie, w novadsie Tukums. W latach 2009–2021 stolica novadsu Engure.
Pierwsze wzmianki o wsi pojawiły się na mapie Kuronii z 1253 r., na której została zaznaczona jako jedna z największych miejscowości gminy Tukums. We wsi znajduje się przystanek kolejowy Smārde linii kolejowej Torņakalns – Tukums.
Wieś jest położona po obu stronach linii kolejowej. Po jej północnej stronie znajdują się domy jednorodzinne oraz budynek niedziałającej szkoły podstawowej założonej w 1924 roku. W pobliżu dworca kolejowego, na tutejszym cmentarzu, znajduje się pomnik 38 ofiar poległych podczas I wojny światowej. Pomnik został odkryty w dniu 21 czerwca 1936 r. W czasie wojny Smārde znajdowała się w pobliżu linii frontu, gdzie przez krótki czas stacjonowali łotewscy strzelcy.
Po południowej stronie linii kolejowej znajduje się 5 domów wielorodzinnych wybudowanych za czasów ZSRR oraz istniejąca do dzisiaj szkoła podstawowa Smārdes pamatskolas otwarta w 1975 roku. Obok niej znajdują się również przedszkole i stadion sportowy. 